# Георги Палеолог Кантакузин
Георги Палеолог Кантакузин (на гръцки: Γεώργιος Παλαιολόγος Καντακουζηνός) (ок. 1390 - 1456/1459) с турския прякор „Захатай“, е представител на византийския род Кантакузини, военачалник и учен.

## Биография
Източниците го определят като син на Димитър I Кантакузин или като негов внук от сина му Теодор Кантакузин. Той е брат на Ирина Кантакузина, съпруга на моравския деспот Георги Бранкович, както и на императрица Елена Кантакузина, съпруга на последния трапезундски император Давид II Велики Комнин.
Младостта си прекарва в Константинопол, където учи при Йоан Кортасмен. Около 1437 г. той напуска града и посещава сестра си императрица Елена в Трапезунд, а след това заминава за Моравското деспотство, където другата му сестра Ирина Кантакузина живее след брака си с Георги Бранкович. Той присъства на строежа на крепостта Смедерево, предприет от Георги Бранкович и Ирина, и е командир на гарнизона. Неговият правнук историкът Теодор Спандунис съобщава, че Георги Кантакузин ръководи отбраната на Смедерево срещу унгарците през 1456 г., отказвайки да я предаде дори, когато нападателите му показват пленения от тях негов син Теодор. Но той не присъства в крепостта по време на първото ѝ превземане от османците през 1439 г., когато тя е отбранявана от брат му Тома Кантакузин, както и при повторната обсада и окончателното ѝ завладяване от султан Мехмед II на 20 юни 1459 г.
Смъртта на Георги Кантакузин е датирана между 1456 и 1459, като по всяка вероятност той не е същото лице като едноименника му Георги Палеолог, който участва в конфликта между деспот Димитър и Тома Палеолог в Морея през 1459 г.
Георги Кантакузин има 12 сина и 12 дъщери. Негов внук е историкът Теодор Спандунис.